# Wally Pfister
Wally Pfister (ur. 8 lipca 1961 roku w Chicago) – amerykański operator filmowy, reżyser spotów reklamowych, zdobywca Nagrody Amerykańskiej Akademii Filmowej za najlepsze zdjęcia do filmu Incepcja (nominacje także za obrazy Batman: Początek, Prestiż i Mroczny rycerz). Wieloletni współpracownik Christophera Nolana, którego poznał na festiwalu w Sundance. Członek Amerykańskiego Stowarzyszenia Operatorów Filmowych.

## Wybrana filmografia
- 2000: Memento
- 2002: Bezsenność (Insomnia)
- 2002: Na wzgórzach Hollywood (Laurel Canyon)
- 2003: Włoska robota (The Italian Job)
- 2005: Batman: Początek (Batman Begins)
- 2006: Prestiż (The Prestige)
- 2008: Mroczny rycerz (The Dark Knight)
- 2010: Incepcja (Inception)
- 2011: Moneyball
- 2012: Mroczny rycerz powstaje
- 2014: Transcendencja

## Życie prywatne
W 1992 roku poślubił Annę Julien. Mają troje dzieci: Nicka, Claire, i Mię.